# Batilly, Orne

Batilly este o comună în departamentul Orne, Franța. În 1 ianuarie 2018 avea o populație de 135 de locuitori.